# Intelsat 704
O Intelsat 704 (também conhecido por IS-704 e Intelsat 7-F4) foi um satélite de comunicação geoestacionário construído pela Space Systems/Loral (SSL). Ele esteve localizado na posição orbital de 66 graus de longitude leste e era de propriedade da Intelsat, empresa sediada atualmente em Luxemburgo. O satélite foi baseado na plataforma LS-1300 e sua vida útil estimada era de 15 anos. O mesmo foi desativado em maio de 2009, e foi enviado para a órbita cemitério.

## Lançamento
O satélite foi lançado com sucesso ao espaço no dia 10 de janeiro de 1995, às 06:18 UTC, por meio de um veículo Ariane 44LP a partir do Centro Espacial de Kourou, na Guiana Francesa. Ele tinha uma massa de lançamento de 3.653 kg.

## Capacidade
O Intelsat 704 era equipado com 26 transponders em banda C e 10 em banda Ku para fornecer radiodifusão, serviços de business-to-home, telecomunicações, VSATnetworks.